# ياريخ
ياريخ (يكتب أيضا باسم جيراه أو جاراه أو جوراه، وبالتهجئة العبرية القمر) هو إله القمر في الديانة الكنعانية الذي نعته «منير السماء» و«منير عدد لا يحصى من النجوم» و«سيد المنجل». قد يأتي اللقب الأخير من ظهور الهلال. تم التعرف على ياريخ كمقدم الندى الليلي، وتزوج من الإلهة نيكال [الإنجليزية] أو نينغال، مما تسبب في ازدهار بساتينها في الصحراء. كانت مدينة أريحا مركزا لعبادته، وقد يكون اسمه مشتقا من اسم ياريخ، أو من الكلمة الكنانية التي تعني القمر، ياريخ. يبدو أن له جذورًا حورانية وربما يكون مرتبطة بإله القمر الحوري كوزو [الإنجليزية].

## اختلافات السامية الجنوبية
- (يرحوم) سبئية
- (يا ركن) مفاريت (يمنية)
- (يا ركان) جعزية